# Возродившийся машиной
Это статья о фильме «Machined Reborn» 2009 года. Не путайте с фильмом «Machined» 2005 года того же режиссёра
«Возродившийся машиной» (англ. Machined Reborn) — американский фильм ужасов 2009 года режиссёра Крэйга Макмахона.

## Сюжет
Пустынный участок земли и некоторое имущество на нём были выставлены на аукцион. Пара новобрачных, мечтавших о собственном доме, ухватились за возможность приобрести себе хозяйство и организовать автосервис, так как поблизости планировалось открытие автомагистрали. Но молодые люди вряд ли имели представление о том, что ранее этот участок принадлежал серийному убийце Дэну Мотормэну, совершившему одни из самых загадочных преступлений в США. И теперь Мотормэн пытается возродиться в бездушных механизмах, наводя ужас на людей, пытающихся остановить этот кошмар.

## В ролях
- Джимми Флауерс — Кэйд
- Кэтлин Беннер
- Дэвид С. Хайес — Дэн Мотормэн
- Давина Джой — Джесс
- Расселл Клэй
- Крис Кокс
- Dave Kahrl
- Элени С. Кримитсос
- Кевин Мойерс
- Мэтт Робинсон
- Клор Роулэнд — первый провинциал
- Голливуд Йетс

## Дополнительная информация
- В Японии премьера фильма состоялась 10 июля 2009 года (на DVD).
- В США и Канаде — 24 ноября 2009

При выпуске на DVD в США фильм также имел название Reborn.